# Accident ferroviaire de Mississauga
Pour les articles homonymes, voir Mississauga (homonymie).
L'accident ferroviaire de Mississauga est un déraillement survenu le 10 novembre 1979, près de l'intersection de Mavis Road et de Dundas Street dans la ville de Mississauga, dans la banlieue de Toronto, en Ontario, au Canada,. Cet accident n'a pas fait de victimes directes mais a eu pour conséquence l'évacuation de 218 000 personnes, ce qui fut la plus grande évacuation à survenir en temps de paix en Amérique du Nord jusqu'à l'évacuation de La Nouvelle-Orléans liée à l'ouragan Katrina en août 2005.

## Chronologie
Le 10 novembre 1979 à 23 h 53, l'essieu d'un wagon d'un train du Canadien Pacifique en provenance de Windsor et transportant onze wagons de propane, trois de toluène, trois de styrène et une citerne de chlore, cède, ce qui provoque le déraillement du train. Un incendie éclate et, à 0 h 10, une explosion fissure la citerne de chlore, ce qui crée 5 minutes plus tard un brouillard verdâtre. Vers 1 h 30, 90 tonnes de chlore liquide sont découverts au milieu du brasier, déclenchant l'évacuation préventive de 3 500 résidents des environs.
La situation se détériore et le lendemain 11 novembre au soir, les autorités composées de la mairesse Hazel McCallion, la Police régionale de Peel (en) et le gouvernement ordonnent l'évacuation de 218 000 des 284 000 habitants de la ville de Mississauga. Le 13 novembre, l'incendie est alors maitrisé et 144 000 personnes retournent chez elles. Le 16 novembre au soir, l'évacuation est terminée.

## Causes
- Négligence technique : manque de lubrifiant au niveau d'un essieu
- Transport de matières dangereuses aux abords d'une zone fortement urbanisée
- Manque de mesures préventives et de réglementation en matière de transport ferroviaire

## Conséquences
- Évacuation d'un quart de million de personnes, entre autres six maisons de retraites et trois hôpitaux
- Coût des dégâts s'élevant à près de 10 millions de dollars
- Changement de la réglementation relative aux transports de matières dangereuses au Canada
- Élaboration et étude de plan d'évacuation dans plusieurs communautés canadiennes
- Aucun mort ni blessé relié à l'accident, même parmi les pompiers exposés aux fumées toxiques sur les lieux de l'accident